# Qualificazioni al campionato mondiale femminile di calcio 2011 - UEFA - Play-off

## Formato
Dopo la conclusione della fase a gironi, per determinare le quattro partecipanti al Campionato mondiale FIFA e chi invece accede allo spareggio UEFA-CONCACAF le otto nazionali classificate con il miglior risultato contro la prima, terza, quarta e quinta squadra nei loro rispettivi gruppi hanno affrontato un torneo con il formato del girone all'italiana.
Per il turno di qualificazione diretta, le vincitrici delle due partite hanno accesso alla fase finale, mentre le perdenti accedono al primo turno di ripescaggio. Per il primo turno di ripescaggio, le vincitrici hanno accesso al secondo turno, la cui vincitrice accede allo spareggio UEFA-CONCACAF. Se il punteggio complessivo è risultato in parità, si applica la regola dei gol fuori casa, ovvero la squadra che ha segnato più gol fuori casa nei due incontri disputati. Se anche le reti in trasferta erano uguali, si sarebbero disputati dei tempi supplementari di 30 minuti, suddivisi in due tempi da 15 minuti ciascuno. La regola dei gol in trasferta è stata nuovamente applicata dopo un tempo supplementare, vale a dire, se ci sono gol segnati in tempo supplementare e il punteggio complessivo risultava ancora in parità, la squadra di casa ha avanzato in virtù delle reti aggiuntive segnate. Se al termine dei supplementari non fosse ancora stata segnata alcuna rete la qualificazione si sarebbe decisa ai tiri di rigore.

## Sorteggio
| Team        | Coeff |
| ----------- | ----- |
| Svezia      | 2,875 |
| Francia     | 2,833 |
| Norvegia    | 2,750 |
| Inghilterra | 2,625 |

| Team      | Coeff |
| --------- | ----- |
| Danimarca | 2,563 |
| Italia    | 2,500 |
| Ucraina   | 2,250 |
| Svizzera  | 2,000 |

## Risultati

### Qualificazione diretta
| Squadra 1   | Totale | Squadra 2 | Andata | Ritorno     |
| ----------- | ------ | --------- | ------ | ----------- |
| Francia     | 3 - 2  | Italia    | 0 - 0  | 3 - 2       |
| Inghilterra | 5 - 2  | Svizzera  | 2 - 0  | 3 - 2       |
| Ucraina     | 0 - 3  | Norvegia  | 0 - 1  | 0 - 2       |
| Svezia      | 4 - 3  | Danimarca | 2 - 1  | 2 - 2 (dts) |

#### Andata
| Arbitro: | Christina Westrum Pedersen |

|                          |           |              |
| Forsberg 12’ Schelin 61’ | Marcatori | 64’ Sørensen |

| Arbitro: | Dagmar Damková |

|  |           |            |
|  | Marcatori | 32’ Mjelde |

| Besançon 11 settembre 2010, ore 20:45 CEST | Francia         | 0 – 0 referto | Italia | Stade Léo Lagrange (9 154 spett.)\| Arbitro: \| Kateryna Monzul \| |
| Arbitro:                                   | Kateryna Monzul |               |        |                                                                    |

| Arbitro: | Claudine Brohet |

|                          |           |  |
| Williams 44’ Smith 45+2’ | Marcatori |  |

##### Ritorno
| Arbitro: | Jenny Palmqvist |

|                               |           |                                          |
| Panico 34’ Domenichetti 90+3’ | Marcatori | 54’ Bussaglia 58’ Thiney 90+2’ Bompastor |

| Arbitro: | Alexandra Ihringova |

|                             |           |  |
| Pedersen 6’ Gulbrandsen 86’ | Marcatori |  |

| Arbitro: | Bibiana Steinhaus |

|                            |           |                 |
| Rasmussen 41’ Sørensen 43’ | Marcatori | 73’, 94’ Rohlin |

| Arbitro: | Cristina Dorcioman |

|                          |           |                                         |
| Bachmann 41’ Zumbühl 65’ | Marcatori | 32’ Smith 34’ Aluko 50’ (rig.) Williams |

### Ripescaggio I
| Squadra 1 | Totale | Squadra 2 | Andata | Ritorno |
| --------- | ------ | --------- | ------ | ------- |
| Danimarca | 1 - 3  | Svizzera  | 1 - 3  | 0 - 0   |
| Ucraina   | 0 - 3  | Italia    | 0 - 3  | 0 - 0   |

#### Andata
| Arbitro: | Christina Westrum Pedersen |

|  |           |                               |
|  | Marcatori | 60’ Conti 81’ Panico 89’ Pini |

| Arbitro: | Dagmar Damková |

|            |           |                                              |
| Harder 87’ | Marcatori | 18’ Crnogorčević 50’ Zumbühl 83’ (rig.) Abbé |

#### Ritorno
| Latina 6 ottobre 2010, ore 15:00 CET | Italia          | 0 – 0 referto | Ucraina | Stadio Domenico Francioni\| Arbitro: \| Kirsi Heikkinen \| |
| Arbitro:                             | Kirsi Heikkinen |               |         |                                                            |

| Aarau 7 ottobre 2010, ore 18:30 CET | Svizzera        | 0 – 0 referto | Danimarca | Stadion Brügglifeld\| Arbitro: \| Jenny Palmqvist \| |
| Arbitro:                            | Jenny Palmqvist |               |           |                                                      |

### Ripescaggio II
| Squadra 1 | Totale | Squadra 2 | Andata | Ritorno |
| --------- | ------ | --------- | ------ | ------- |
| Italia    | 5 - 2  | Svizzera  | 1 - 0  | 4 - 2   |

#### Andata
| Arbitro: | Kateryna Monzul |

|             |           |  |
| Tuttino 86’ | Marcatori |  |

#### Ritorno
| Arbitro: | Bibiana Steinhaus |

|                  |           |                                               |
| Maendly 56’, 79’ | Marcatori | 52’ Panico 61’ (rig.), 63’ Camporese 89’ Tona |

## Statistiche

### Classifica marcatrici
3 reti
- Patrizia Panico

2 reti
- Selina Zumbühl
- Sandy Maendly
- Fara Williams (1 rig.)

- Kelly Smith
- Elisa Camporese (1 rig.)

- Cathrine Paaske Sørensen
- Charlotte Rohlin

1 rete
- Giulia Domenichetti
- Pamela Conti
- Carolina Pini
- Elisabetta Tona
- Alessia Tuttino
- Eniola Aluko
- Maren Mjelde

- Cecilie Pedersen
- Solveig Gulbrandsen
- Ramona Bachmann
- Ana-Maria Crnogorčević
- Caroline Abbé (1 rig.)
- Johanna Rasmussen

- Pernille Harder
- Élise Bussaglia
- Gaëtane Thiney
- Sonia Bompastor
- Linda Forsberg
- Lotta Schelin